# Javier Rojas
Javier Rojas Alvarez (15 de abril de 1991) é um jogador de rugby sevens argentino.

## Carreira
Javier Rojas integrou o elenco da Seleção Argentina de Rugbi de Sevens, na Rio 2016, que foi 6º colocada.